# 2008 au Nunavut
Chronologie du Nunavut
- 2004
- 2005
- 2006
- 2007
- 2008
- 2009
- 2010
- 2011
- 2012

Cette page concerne des événements d'actualité qui se sont produits durant l'année 2008 dans le territoire canadien du Nunavut.

## Politique

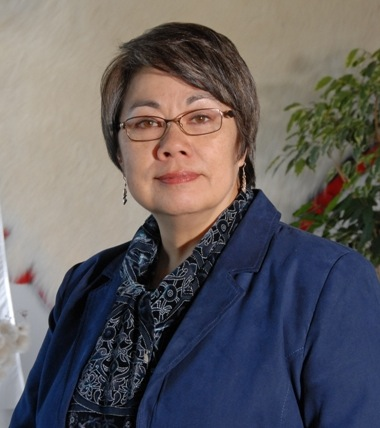
Eva Aariak

- Premier ministre : Paul Okalik puis Eva Aariak
- Commissaire : Ann Meekitjuk Hanson (en)
- Législature : 2e législature (en) puis 3e législature (en)

## Événements
- Fondation de la Coopérative Odyssée Nunavut par le Conseil de coopération du Nunavut[1].
- Le député de Uqqummiut James Arreak (en) devient le cinquième Président de l'Assemblée législature du Nunavut (en).
- 20 août : Joe Allen Evyagotailak (en) quitte ses fonctions du député territoriale de Kugluktuk (en) pour devenir le président de l'Association Inuit de Kitikmeot.
- 10 septembre : Leona Aglukkaq quitte ses fonctions du députée territoriale de Nattilik (en) pour se présenter sa candidature conservatrice fédérale dans la circonscription du territoire du Nunavut.
- 14 octobre : le Parti conservateur de Stephen Harper remporte l'élection générale canadienne et formera de nouveau un gouvernement minoritaire. Le résultat est de 143 élus conservateurs, 77 libéraux, 49 bloquistes, 37 néo-démocrates et 2 députés indépendants. Dans la circonscription du territoire du Nunavut, la conservatrice Leona Aglukkaq est élue députée avec 34,78 % des voix. Parmi ses trois adversaires : le libéral et l'ancien conseiller municipal et maire adjoint d'Iqaluit Kirt Ejesiak (en) obtient 29,24 % des voix, le néo-démocrate Paul Irngaut 27,62 % et le vert et ancien député néo-démocrate fédéral Peter Ittinuar 8,37 %.
- 27 octobre : La 3e élection générale nunavoise se tient pour élire les députés territoriaux dans les 19 circonscriptions nunavoises, 2 sont acclamés et 15 élections ont lieu, bien que deux circonscriptions Akulliq et Baffin-Sud n'avais pas présenter des candidats. Cinq députés du gouvernement précédent sont réélus, quatre sont défaits, et quatre qui ne s'est pas se présenter. Un des députés choisira le poste du gouvernement parmi eux; le sortant Paul Okalik est contestée par la députée d'Iqaluit Est, Eva Aariak qui se tiendra le 14 novembre.
- 30 octobre : la députée fédérale du Nunavut Leona Aglukkaq est nommée ministre de la santé et elle devient la première inuit au cabinet ministériel fédéral canadien.
- 3 novembre : l'ancien maire de Cape Dorset Fred Schell remporte l'élection partielle de Baffin-Sud avec 39,6 % du vote contre ses trois adversaires Joannie Ikkidluak 22,7 %, Adamie Nuna 23 % et Zeke Ejesiak 14,1 %.
- 14 novembre : Eva Aariak est sélectionnée au poste de Première ministre, elle est la première femme au pouvoir dans le territoire du Nunavut et la troisième dans les territoriaux après Nellie Cournoyea aux Territoires du Nord-Ouest en 1991 et Pat Duncan du Yukon en 2000.
- 15 décembre : l'élection partielle d'Akulliq se trouve à égalité entre l'ancien député du Natilikmiot John Ningark et l'ancien député de cette circonscription Steve Mapsalak (en), ce qui annonce un renouveau d'une élection partielle d'ici au mois de mars de l'an prochain.